# المحمرة (مدينة)
المحمرة (بالفارسية: خرمشهر) هي مدينة عربية تقع على الضفة الشرقية لشط العرب في محافظة خوزستان في جنوب غرب إيران. وهي تبعد حوالي 10 كيلومترًا شمال مدينة عبادان. يبلغ عدد سكان المحمرة نحو 133,097 نسمة.

## التاريخ
تاريخها ما قبل الإسلام وتعود جذور هذ المدينة التاريخية إلى فترة تسبق الميلاد وبالتحديد إلى عصر الإسكندر الأكبر الذي غزا الشرق في القرن الرابع قبل المسيح. ومعروف أن الإسكندر أسّس العديد من المدن في أنحاء البلاد التي فتحها وعرفت أكثرها باسمه الإسكندرية ولعل إسكندرية مصر هي الإسكندرية العظمى. ومن هذه الاسكندريات الإسكندرية التي أسسها على رأس الخليج العربي والتي تقع على مصب نهر الكارون على ضفة شط العرب الشرقية. لكن يبدو أنها تعرضت للدمار بسبب الفيضان الذي اجتاحها مرات عديدة حتى أتى عليها. وليعود الملك السلوقي انطيوخس الرابع بتعميرها وتسوريها مطلقًا عليها هو الآخر اسمه إنطاكية. لكن الفيضان أبى إلا أن يجتاحها مرة أخرى ليجيء الدور هذه المرة لترميمها إلى ملك عربي هو اسباسيانوس الذي تختلف الروايات بشأن طريقة لفظ اسمه لكنها تتفق على كونه عربيًا وملكا للعرب المجاورين لهذه المدينة التي دعيت هذه المرة شاراكس (charax).
ويبدو أن لفظة شاراكس هي الشكل اليوناني لهذه الكلمة الآرامية التي تعني الحصن وهي قريبة الشبه إن لم تكن هي نفسها كلمة «كرخا» التي تطلق اليوم على مواضع عديدة في الأهواز ومنها أحد الأنهر الرئيسية الخمسية المشهورة وكذا على مواضع عديدة في العراق لعل أشهرها الكرخ المنطقة البغدادية الشهيرة. وهذا الملك الذي أعاد تسوير المدينة سماها باسمه كذلك. وقد كانت شاراكس أو المحمرة عاصمة لمملكة عربية تدعى بـمملكة ميسان حكمت ضمن الفترة الفرثية التي استمرت في حكم مناطق واسعة من الشرق الأوسط بشكل اتحادي مما أتاح لهذه المملكة العربية المحافظة على استقلالها حيث حكم من هذه الأسرة أسرة اسباسيانوس 23 ملكًا أطاح بآخرهم الملك الساساني أردشير الأول في الربع الأول من القرن الثلث الميلادي. وقد عثر على قطع نقدية تعود لهذه المملكة في أنحاء الخليج العربي في البحرين (تيلوس) التي كانت تابعة لها وكما في القطيف وغيرها، وتحمل هذه القطع النقدية التي تعد المصدر الرئيس لتعرفنا على هذه المملكة العربية في المحمرة كتابات باليونانية والآرامية وكلها تعود إلى تواريخ بين 127-128 قبل المسيح والربع الأول من القرن الثالث الميلادي

### التاريخ الحديث
تأسست المدينة على يد يوسف بن مرداو شيخ قبيلة البوكاسب من بني كعب عام 1812 (إمارة المحمرة)، وكانت تسمى في السابق «بيان»، وکانت المرفأ التجاري هو أول ما أسس في المدينة، حيث يتصل فيها نهر كارون بشط العرب ليصب في الخليج. وسبب تسميتها بالمحمرة هو زراعة الأرز الأحمر. بينما عزا آخرون إلى أن سبب التسمية هو احمرار ماء النهر عند الغروب، فيما ذهب غيرهم إلى أن الترسبات الطينية من السيول هي سبب التسمية. وقد توسعت المدينة باطِّراد وخلال فترة قصيرة تحولت الی أحد أکبر الموانئ التجارية بحیث أثارت حسد الحکام العثمانیین في العراق حتى غزیت سنة 1837م في إمارة الشيخ جابر بن مرداو الچاسبي الذي کانت إلیه إمارة المحمرة. وارتکب الجيش العثماني فظاعات كثيرة في المدينة لکن لم يستطع أن يوقف مسيرة تقدم وازدهار المدينة التي عادت کأحسن ما تکون المدن وبلغت هذه المدينة أوج ازدهارها وعظمتها کإحدی عواصم القرار العربي في أوائل القرن العشرين في عصر الشيخ خزعل وذلك من 1897 إلی 1925 م عندما أطاح رضا بهلوي بإمارة المحمرة وغيّر اسم المدينة عام 1925 واعتقل الشيخ في طهران واغتالته الاستخبارات الإيرانية في حزيران 1936 م خنقًا ووري جثمانه الثری في النجف بعد ممانعة طويلة من الحکومة الإيرانية، وفي عام 1935 غيّر اسم المحمرة إلی «خرمشهر» في إطار تفریس المدينة والقضاء علی عروبتها في ظل الحکم البهلوي الذي انتهى في عام 1979 م.

### الحرب الإيرانية العراقية
وخلال حرب الخليج الأولى بين إيران والعراق، تعرّضت المحمرة عاصمة الأحواز ومقر العرب الثقافي والحضاري فيها لحرب ضروس أحالت هذه المدينة إلی قفر يباب. فقد بلغ حجم الدمار الذي خلّفته هذه الحرب بين إيران والعراق في المحمرة 95% وبعد انتهاء الحرب عام 1988 م بدأت الحياة تعود إلی المحمرة في تذبذب تعيشه السلطات الإيرانية حول تنمية المدينة وإعادة إعمارها وحسب إفادات نواب المحمرة في البرلمان الإيراني فقد بلغ الإعمار نحوا من 30% بعد أكثر من عشرين سنة. تعداد سكانها عام 2006 بلغ 170 ألفًا، نسبة العرب فيها 95%.

## الأعلام
- مجيد بيشكار، (مواليد 1956)، أسطورة كرة القدم الإيرانية، لعب في كأس العالم لكرة القدم 1978.[10]
- محسن جاويشي (مواليد 1979)، موسيقي ومغني ومنتج أسطوانات وكاتب أغاني إيراني، يقيم في طهران. أصدر عشرة ألبومات بما في ذلك الموسيقى التصويرية لفيلم سانتوري لعام 2007.
- عبد الرضا هلالي (مواليد 1981)، مداح إيراني.
- محسن راستاني (مواليد 1958)، مصور صحفي إيراني
- سيامك ياسمي (مواليد 1959) هو عالم رياضيات إيراني. في عام 2018، تم انتخابه من قبل الأكاديمية العالمية للعلوم كعضو زميل. وهو ما يجعله أول عالم رياضيات إيراني كان عضوًا في TWAS على الإطلاق. في عام 2019، تم تعيينه فارسًا لوسام النخيل الأكاديمي لجهوده المتميزة في التعاون المتعدد الأبعاد الموسع، بما في ذلك مشاريع البحث العلمي (جندي شابور)، وتبادل الطلاب والأساتذة، والعديد من المدارس والمؤتمرات.